# ان‌جی‌سی ۳۹۲
ان‌جی‌سی ۳۹۲ (انگلیسی: NGC 392) نام یک کهکشان عدسی در صورت فلکی ماهی است.